# Лунана: Як в классной комнате
«Лунана: Як в классной комнате» — бутанский художественный фильм 2019 года режиссёра Паво Чойнинг Дорджи с Шерабом Дорджи в главной роли. Был высоко оценён критиками, получил номинацию на премию «Оскар» 2022 года как «лучший фильм на иностранном языке».

## Сюжет
Главный герой картины — начинающий певец Угьен, который живёт в Тхимпху и мечтает уехать в Австралию. Перед переездом ему приходится отправиться в маленькую горную деревню, чтобы отработать год в местной школе. Жизнь здесь оказывается очень тяжёлой: из-за холода даже приходится держать в классной комнате во время занятий яка. Угьену удаётся добиться улучшений, ученики и другие местные жители проникаются к нему симпатией. Девушка по имени Салдон учит его песне, герою которой приходится зарезать своего любимого яка ради блага деревни. В конце концов Угьен уезжает. В финальной сцене он поёт услышанную от Салдон песню в одном из австралийских баров.

## В ролях
- Шераб Дорджи — Угьен Дорджи
- Угьен Норбу Лендуп — Михен
- Келден Ламо Гурунг — Салдон
- Кунцанг Ванди — Аша Джинпа

## Релиз и оценки
Премьера фильма состоялась в 2019 году на Лондонском кинофестивале. «Лунану» выдвинули от Бутана на 93-ю церемонию вручения премии «Оскар» как «лучший фильм на иностранном языке», но позже она была дисквалифицирована. На следующий год картина была выдвинута снова, вошла в шорт-лист в декабре 2021 года и стала одним из пяти номинантов в феврале 2022 года.
Фильм получил приз зрительских симпатий на международном кинофестивале в Палм-Спрингс в 2020 году. На 26-м кинофестивале делла Лессиния в Италии он был удостоен премии Лессиния д’Оро как лучший фильм фестиваля. На международном кинофестивале в Сен-Жан-де-Люз картина получила приз публики, а Шераб Дорджи был удостоен награды за лучшую мужскую роль.
На сайте-агрегаторе отзывов Rotten Tomatoes фильм получил рейтинг 98 %, на сайте Metacritic — 76 баллов из 100. Рецензент The Guardian назвал его историей, «согревающей душу и ноги». Для обозревателя «Кинорепортёра» «Лунана» — «прелесть», в которой нет «особой художественной ценности», «совершенно бесхитростная история, начисто лишенная острых конфликтов», но выигрывающая за счёт буколического колорита.